# (36518) 2000 QC77
2000 QC77 (asteroide 36518) é um asteroide da cintura principal. Possui uma excentricidade de 0.05960330 e uma inclinação de 2.26155º.
Este asteroide foi descoberto no dia 24 de agosto de 2000 por LINEAR em Socorro.